# Пепър Ан
Пепър Ан (на английски: Pepper Ann) американски анимационен сериал, излъчването му е от 13 септември 1997 г. до 9 септември 2001 г. Филмът разказва за едно 12-годишно момиченце на име Пепър Ан Пийърсън, чийто емоции излизат във фантазии. Неговите приятели са Майло Каламани и Ники Литъл.